# Château de Łapalice
Le Château de Łapalice est un « bâtiment à l'état brut » situé à Łapalice, en Pologne, près du lac Rekowo. Construit par un particulier, sa forme rappelle l'architecture d'un manoir, ce qui explique son nom de château.

## Histoire
En 1983, Piotr Kazimierczak, sculpteur sur bois et fabricant de meubles, obtient un permis de construire pour une maison unifamiliale avec atelier de sculpture pour totale superficie de 170 m². Au lieu de cela, il érige un bâtiment beaucoup plus grand, d'une superficie de 5 000m². Au début des années 1990, les travaux de construction sont interrompus en raison des difficultés financières de l'investisseur. Afin de financer davantage la construction, ce dernier ouvre en 2000 une grande usine de meubles à Święty Wojciech, laquelle est cependant gravement endommagée lors des inondations de 2001 (pl) après seulement une année de fonctionnement.
Attendu que le bâtiment ne respectait pas les dispositions du permis de construire et que l'investisseur n'avait pas préparé la documentation de remplacement, l'inspecteur de la surveillance des bâtiments du powiat (PINB) ordonne en 2006 sa démolition — décision que l'investisseur a tenté de faire annuler ; ce qui lui est accordé sous la condition que les plans d'un nouveau bâtiment conforme au permis de construire initial soit réalisé avant la fin de 2008. Ceux-ci sont livrés le 31 décembre, mais ils nécessitaient des travaux d'achèvement, pour lesquels l'investisseur disposait d'un délai de trois mois. L'inspecteur de la surveillance des bâtiments du powiat approuve finalement le projet de construction d'un bâtiment destiné à être utilisé comme maison d'hôtes, mais l'inspection de la surveillance des bâtiments de la voïvodie (WINB) fait annuler cette décision, les plans fournis ne couvrant pas la conception des branches, l'installation électrique, les cheminées, la climatisation... L'investisseur ayant fait appel de cette décision, l'affaire est transférée à l'inspecteur en chef de la surveillance des bâtiments. Ce dernier fait annuler les décisions précédentes, ce qui a donné au propriétaire une autre chance de légaliser le bâtiment. Une expertise de l'état technique et un projet de remplacement ont été réalisés, qui ont même été approuvés, mais comme ils ont été réalisés sur la base de la décision de construire la maison d'hôtes, qui avait expiré, la WINB l'a révoquée et le PINB a émis une décision en 2013 interdisant la poursuite des travaux de construction. Ni l'investisseur ni les parties à la procédure administrative n'ont fait appel de cette décision.
En 2015, un groupe de fans d'Harry Potter était intéressé par l'achat du château.
L'étude des conditions et des orientations d'aménagement spatial de la commune de Kartuzy prévoit l'achèvement de la construction du château, son adaptation aux fonctions touristiques et la création d'un produit aux caractéristiques uniques dans la région. Le 24 juin 2020, le conseil municipal de Kartuzy adopte une résolution pour procéder à l'élaboration d'un plan d'aménagement du territoire pour la partie de Łapalice où se trouve le château inachevé. L'adoption du plan permettra la légalisation et l'achèvement de la construction en vue d'une utilisation comme hôtel.

## Architecture
Le site est entouré d'un mur en béton. Un passage dans le bâtiment du portail mène au site, et il y a un étang artificiel dans la partie sud du terrain. Le corps du bâtiment principal se compose de quatre ailes reliées par des passages. Elles sont couvertes par des toits mansardés. Douze tours avec des coupoles se dressent aux angles, dont quatre sont dotées d'escaliers. Une fontaine, un ascenseur et des terrasses étaient prévus dans l'aile centrale, ainsi qu'un bassin de 9 × 15 m et une chapelle ou une salle de bal dans l'aile ouest. L'édifice devait comporter autant de tours que de mois dans l'année, autant de salles que de semaines, et le nombre de fenêtres devait correspondre au nombre de jours dans l'année. L'intérieur devait être presque entièrement en bois, y compris les plafonds à caissons et les planchers. L'ensemble du décor devait être complété par de nombreuses œuvres d'art sculpturales. La moitié de l'ameublement est déjà prêt. L'investisseur ne voulait décider de la destination du bâtiment qu'une fois celui-ci achevé.

## État actuel
L'installation n'est pas sécurisée et son état technique se dégrade. Malgré le fait qu'il est interdit d'entrer dans sa zone, le château est devenu une sorte d'attraction, visitée par des foules d'explorateurs urbains et de touristes du monde entier. Le trafic touristique massif et incontrôlé cause de sérieux problèmes de déchets et de blocage des routes environnantes par des voitures mal garées.

### Accidents
En 2017, un jeune homme tombe dans une cage d'ascenseur et subit de graves blessures à la jambe. En 2021, deux jeunes de 15 ans tombent dans le même puits et sont hospitalisés pour blessures graves,.

## Illustrations

Illustrations
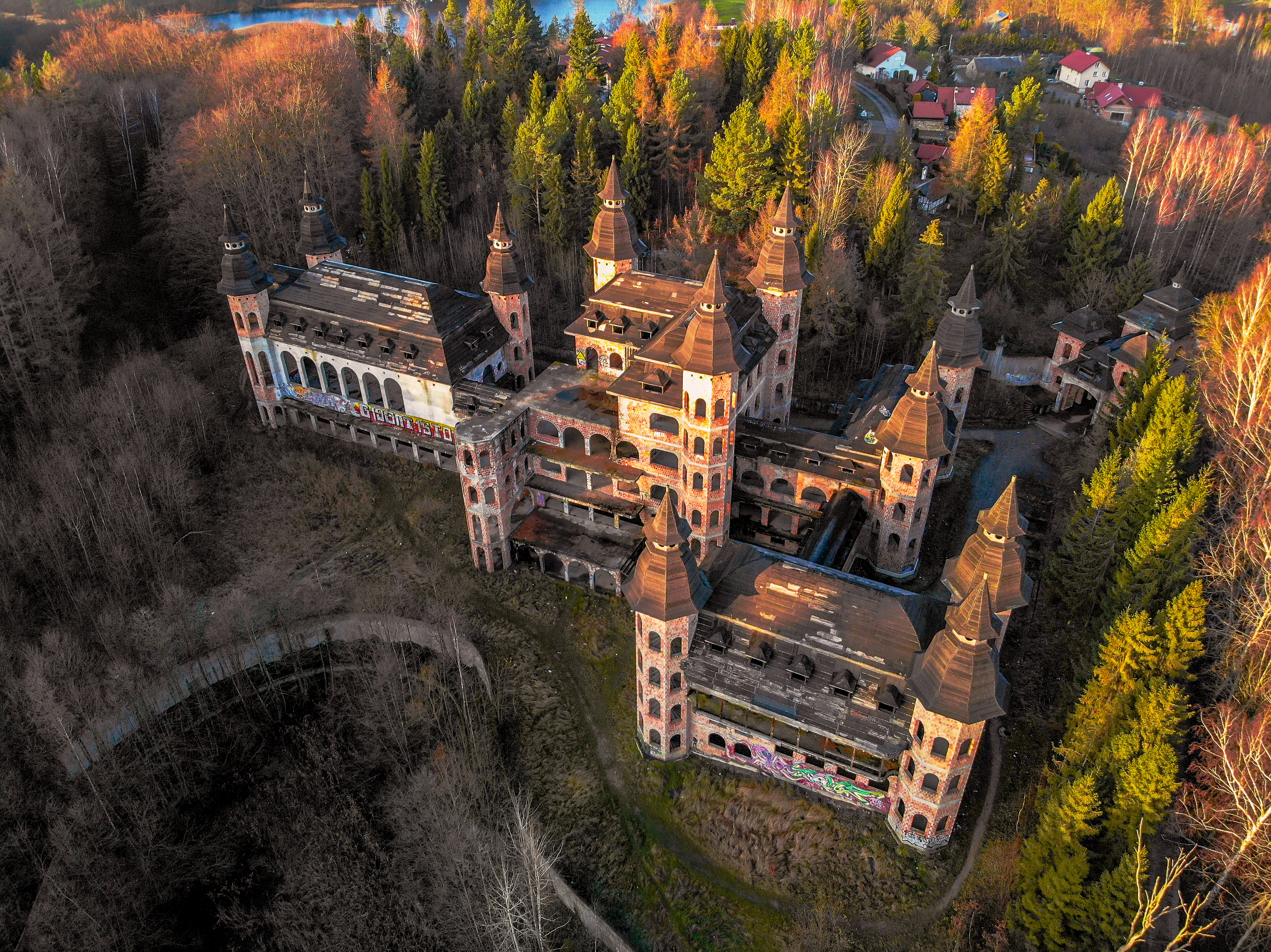
Le château vu du ciel.
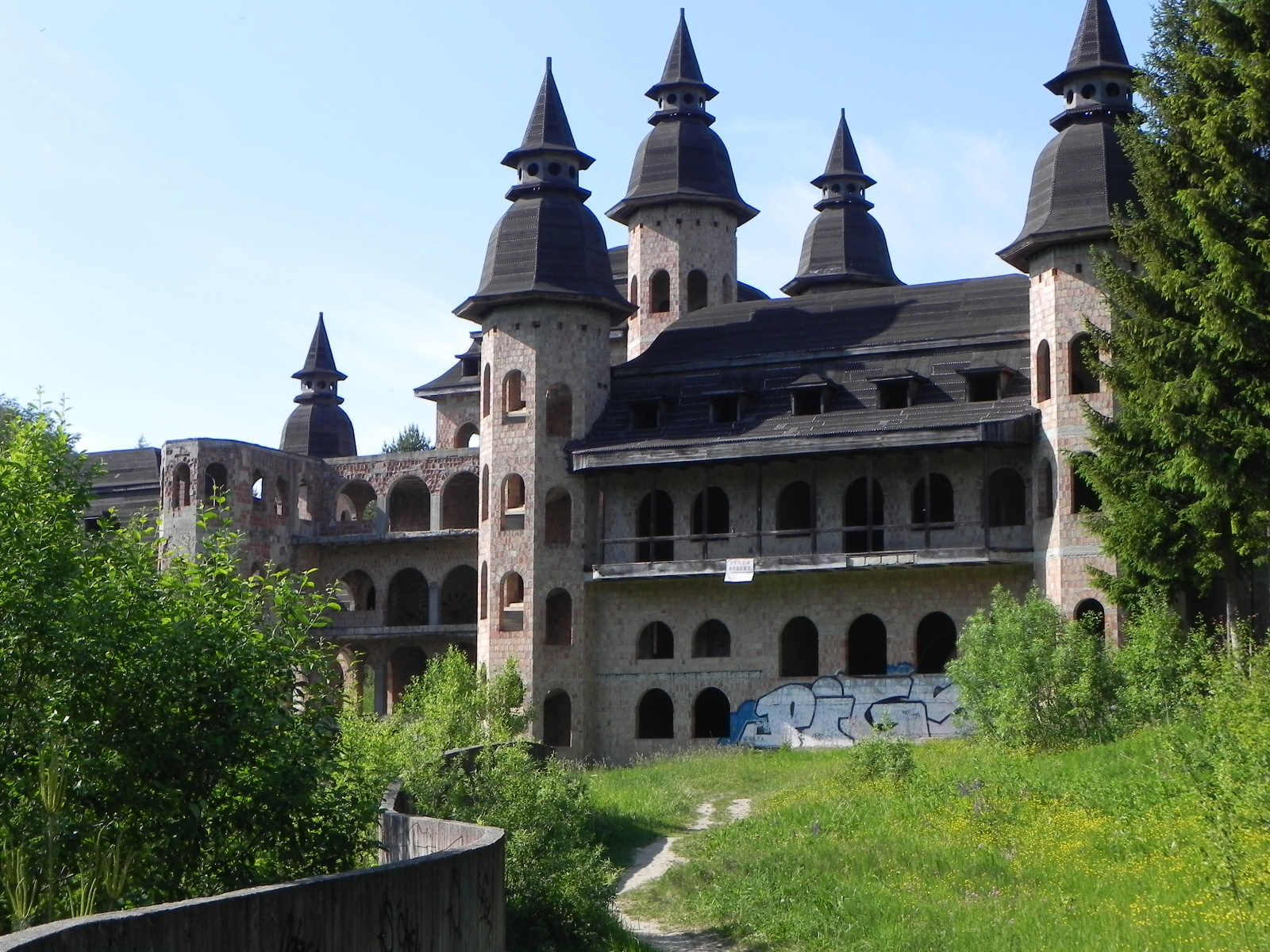
Vue du côté sud.
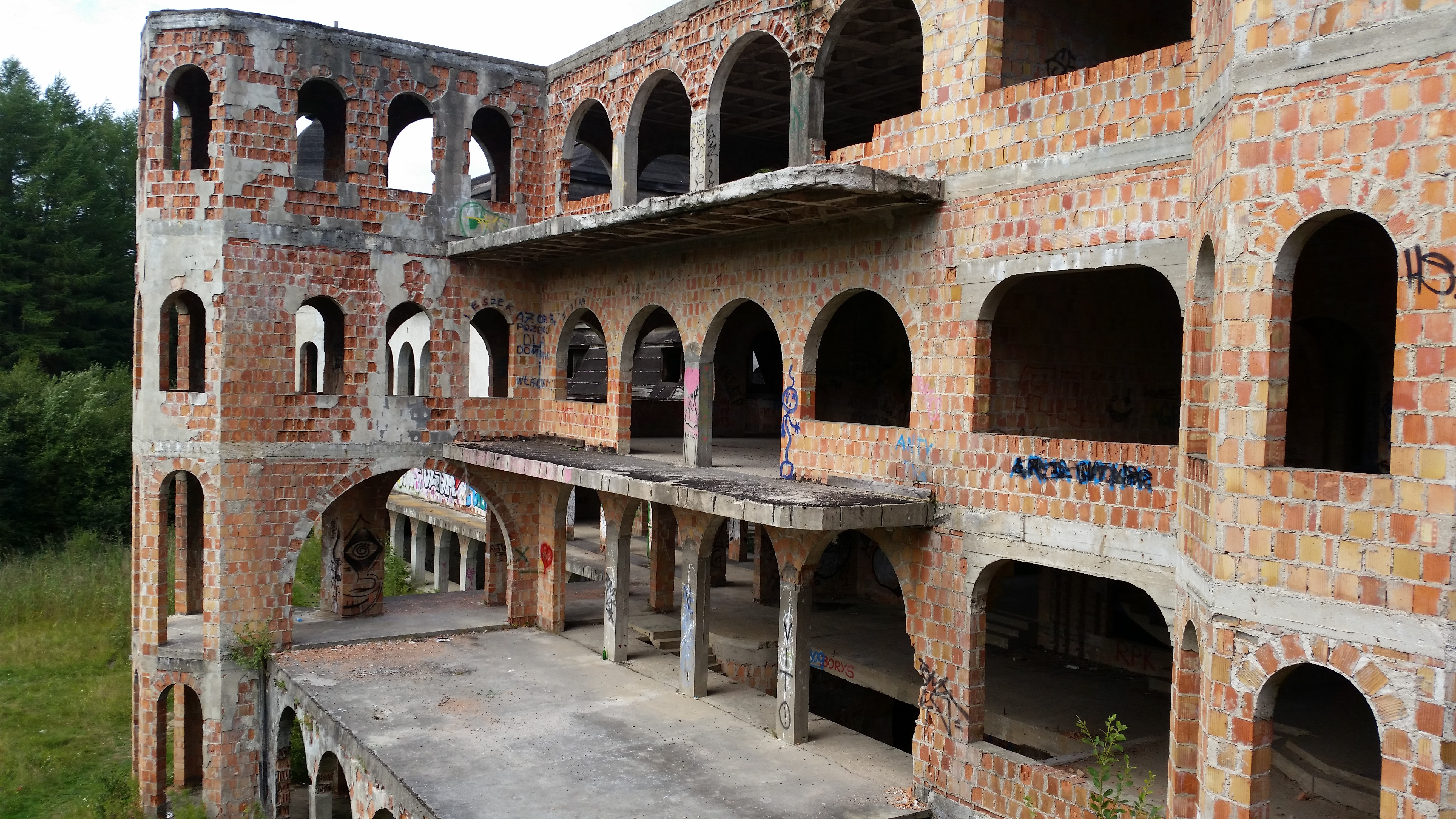
État du château en 2015.
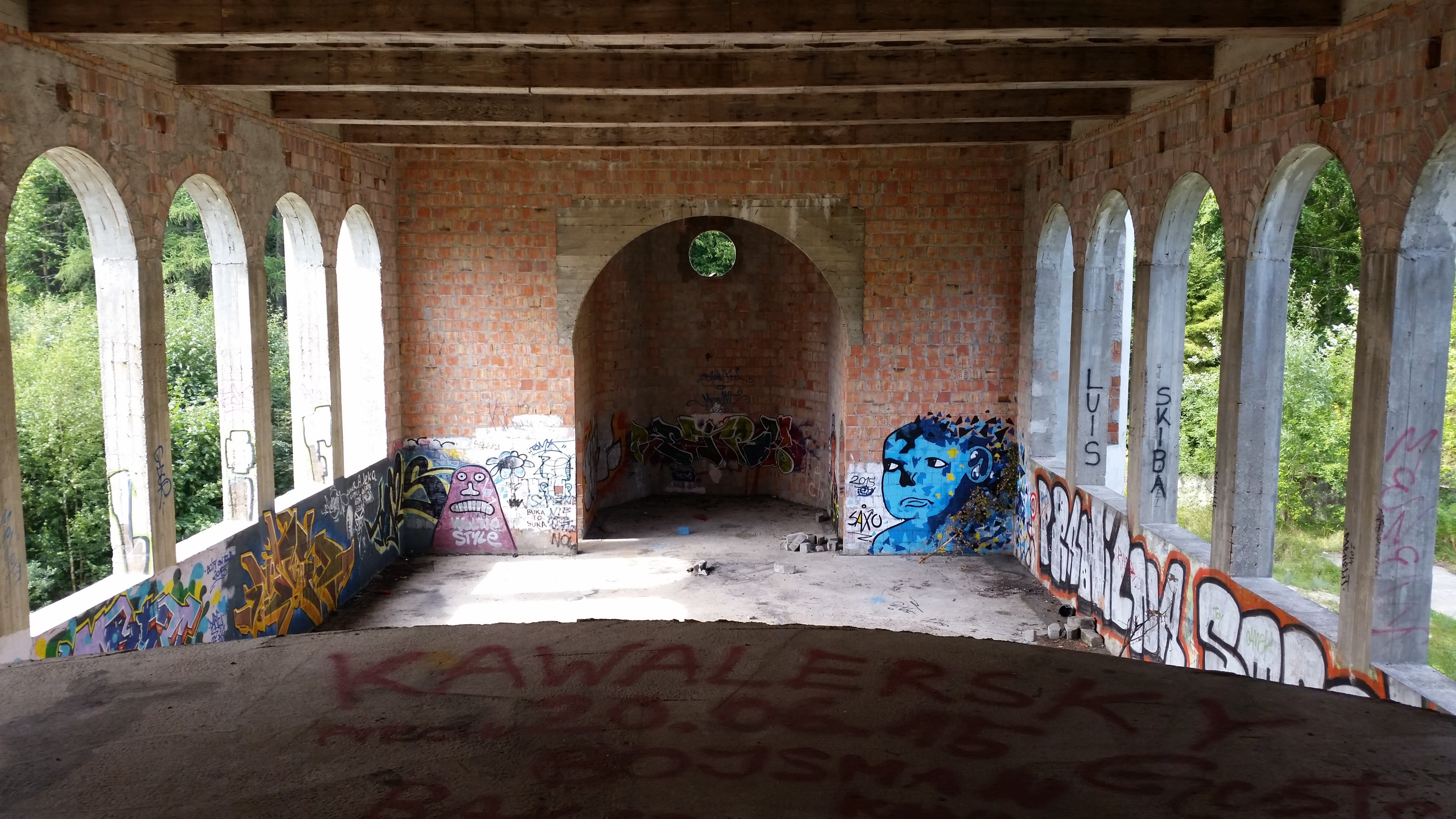
Vue de la salle de bal.
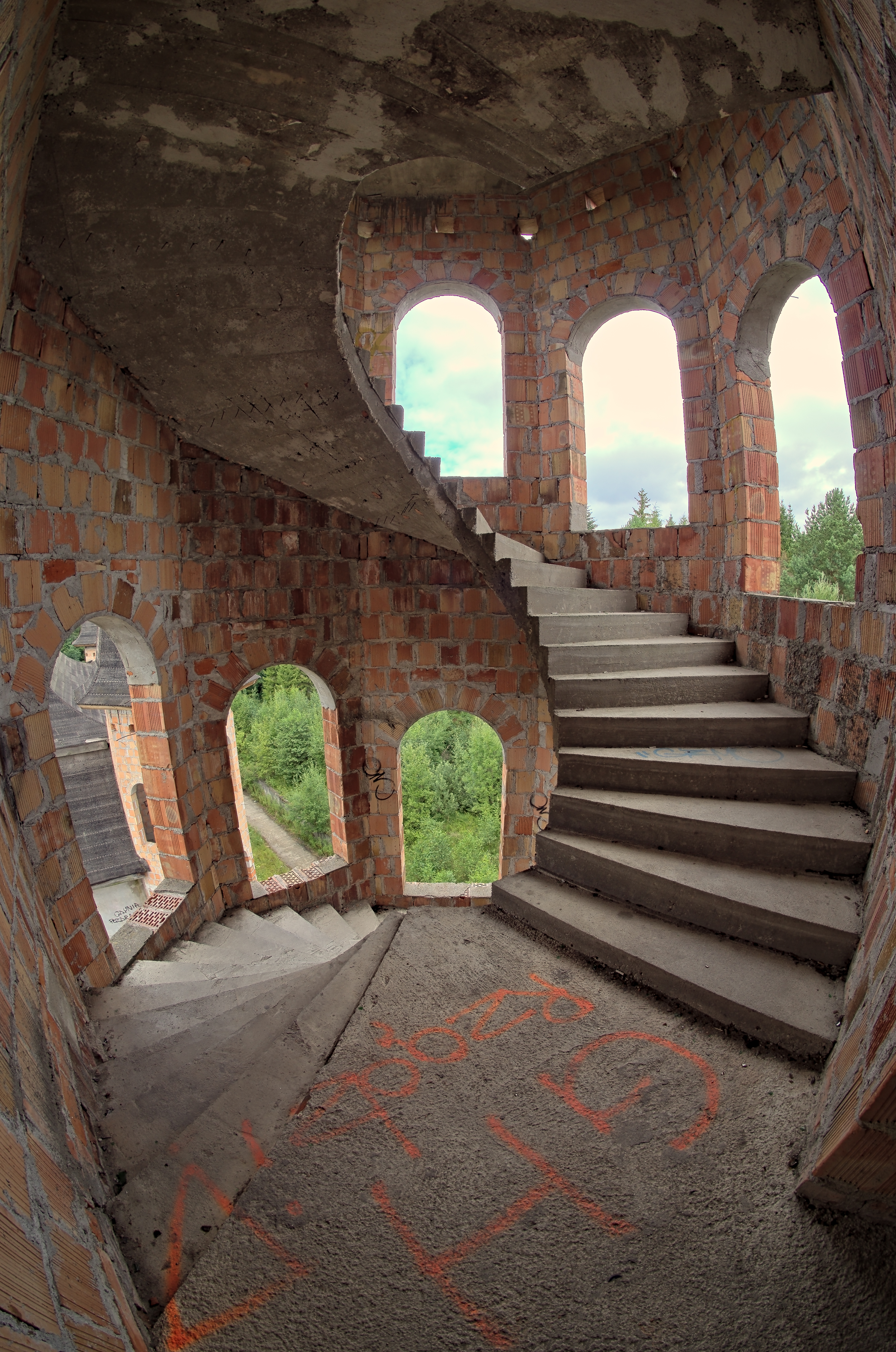
Les escaliers.
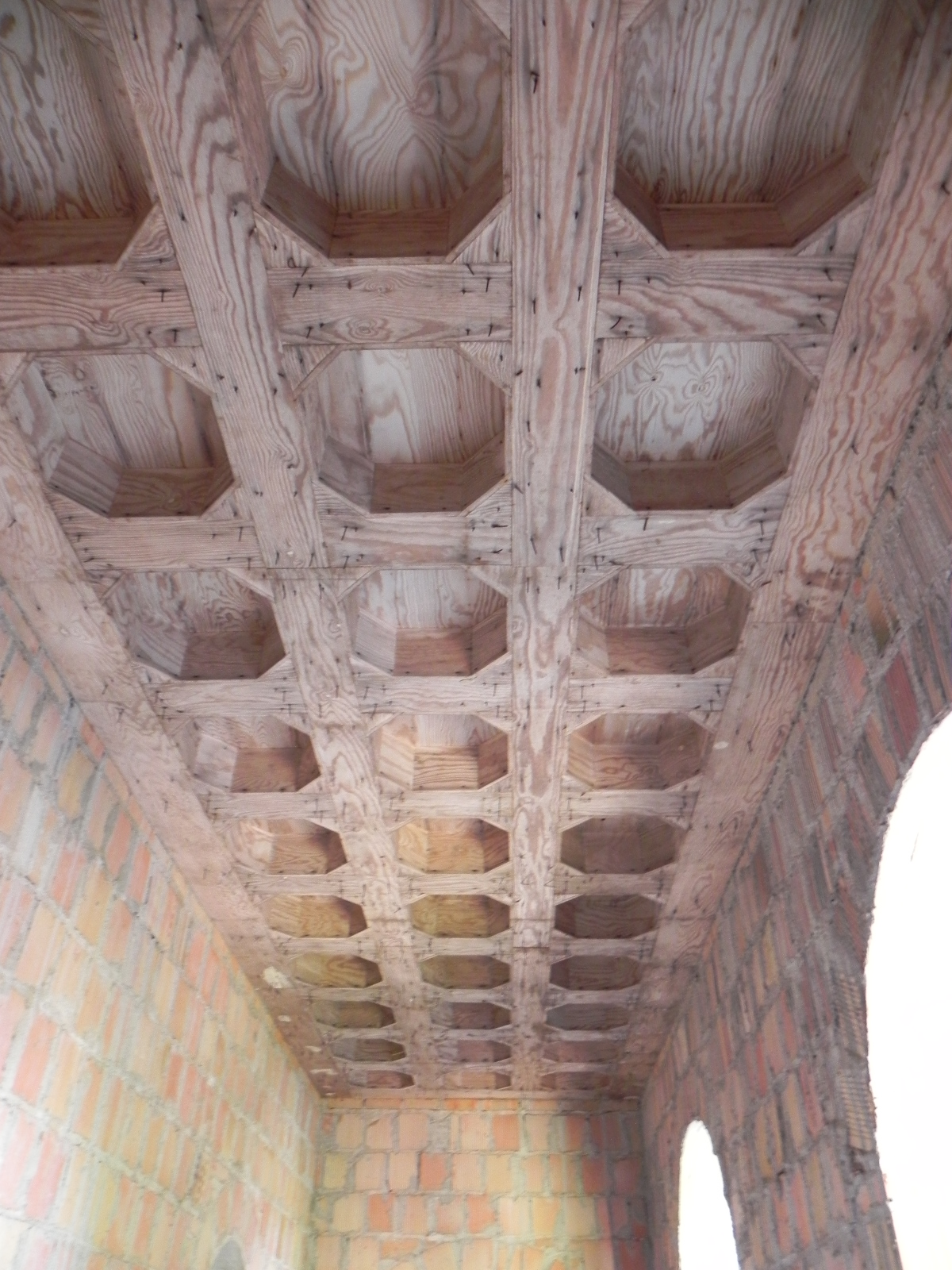
Le plafond à caissons.